# 人獣共通感染症

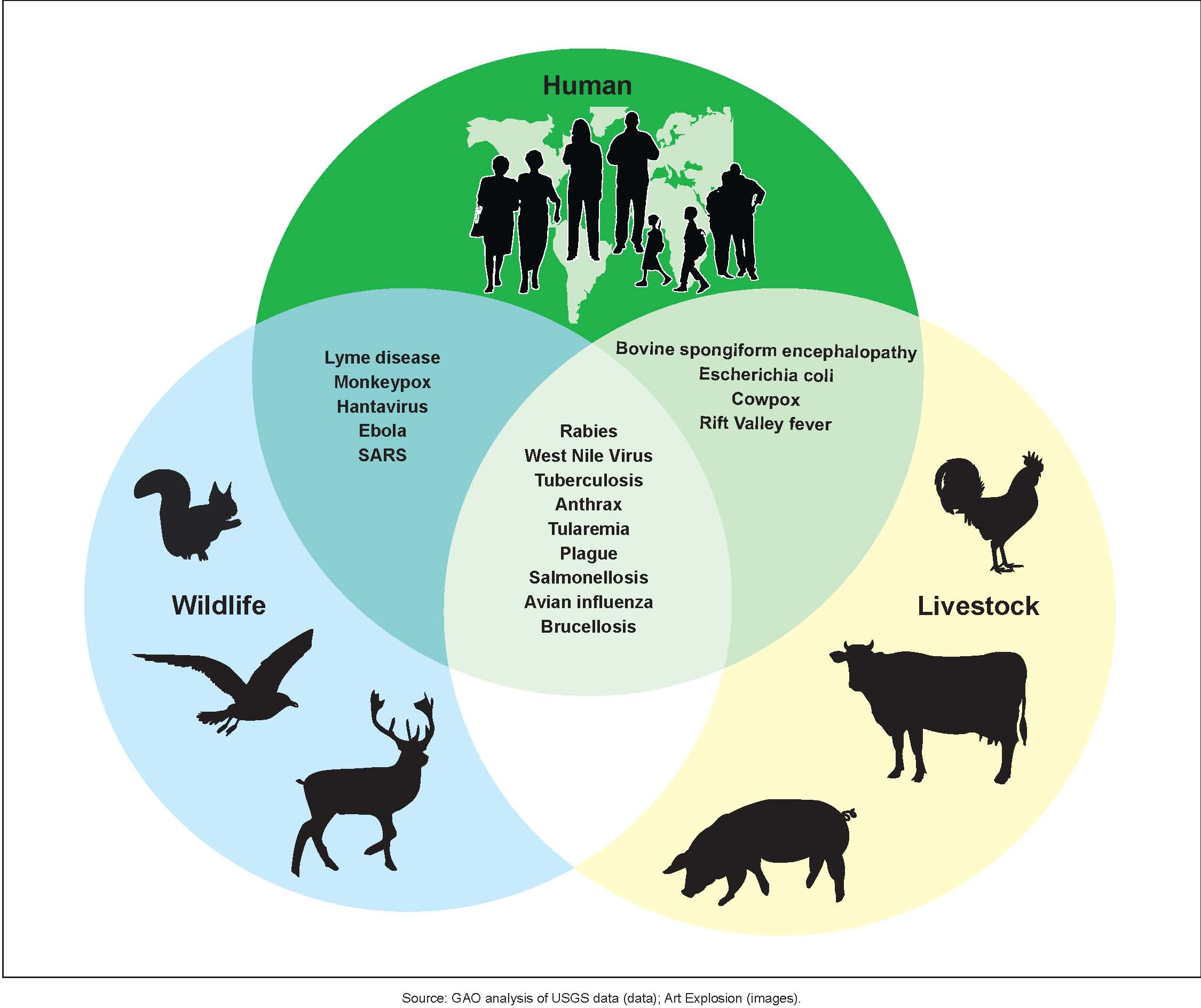
人間と野生動物、家畜に共通して感染する感染症

人獣共通感染症（じんじゅうきょうつうかんせんしょう）、またはズーノーシス（Zoonoses、単数形はZoonosis）は、ヒトとそれ以外の脊椎動物の両方に感染または寄生する病原体により生じる感染症のこと。動物由来感染症（どつぶつゆらいかんせんしょう）とも呼ぶ（呼称についてを参照）。近年では新型コロナウイルス感染症が知られる。学術領域は獣医学、ウイルス学などである。
過去数年間、複数の新規人獣共通感染症がパンデミックをもたらし、あるいは引き起こすうると言われてきた。2025年、世界保健機関（WHO）加盟国はパンデミック条約案を最終決定。「パンデミックの早期予防のため、ヒト・動物・環境の境界面における感染症の要因に対処すること」「人々の健康は動物の健康と環境と相互に関連していることを認識すること」などが盛り込まれた。
FAOによると、1940年以降新たに現れたヒトの感染症の約７割は動物由来だという。
動物から人へだけではなく、人から動物への感染症もある。ヒトは動物から感染するより約2倍ヒトから動物に対してウイルスを感染させており、ヒトは大きな感染源となっている
。

## 人獣共通感染症の問題点
特に以下の点が公衆衛生上大きな問題となる。
新興感染症としての人獣共通感染症
種々の動物がペットとして輸入され飼われる機会が増えたことなどにより、従来は稀であったり知られていなかった病原体がヒト社会に突如として出現する。このように新興感染症として現れた場合、未だヒトが免疫を獲得していないために大流行を引き起こす危険性が高く、診断や治療の方法も確立していないために制圧が困難である。2003年に出現した重症急性呼吸器症候群(SARS)にこの問題点が顕著に見られた。
予防の難しさ
1980年に撲滅宣言が出された唯一の感染症である天然痘では、その原因となる痘瘡ウイルスがヒトにのみ感染するものであり、かつ終生免疫が成立するワクチンの開発に成功したことが、その功績につながった。すなわち世界中の人すべてにワクチンを接種すれば、それ以上天然痘は伝染しえない。

これに対して人獣共通感染症である狂犬病ウイルスは撲滅して予防することが極めて困難だと言われている。狂犬病ウイルスは全ての哺乳類に感染するため、それら全てにワクチンを接種することは極めて困難である。またネズミなどの小動物はきわめて小さな門戸から侵入して感染源となることがあり、予期せぬ接触によって感染する危険性がある。

## 呼称について
人獣共通感染症以外の呼称としては動物由来感染症などがある。
以前は人畜共通感染症または人畜共通伝染病という呼称が一般的であったが、「畜」という語が家畜のみを想起するのに対して、近年は愛玩動物（ペット）や野生生物からの感染が重大な問題になっているという指摘がある。これらを考慮して、人獣共通感染症という言葉を用いようとする動きがあり、この呼称が定着しつつある。ただし、「獣」とは本来なら哺乳類など体毛で被われた動物を指す言葉であり、オウム病や鳥インフルエンザなど鳥類由来の感染症や、爬虫類由来のサルモネラ感染症、昆虫類や魚類由来の寄生虫疾患等も包含する語としては必ずしも「畜」より適切とは言い難い。
いずれにしても、どの語を用いるべきかについては未だ議論の分かれるところであり、統一されるにまでは至っていない。
なお、厚生労働省はヒトへの感染経路を重視する観点から動物由来感染症という呼称を使っている。
これに対して獣医学の立場からは、「動物は汚いもの」という意識を必要以上に広く植え付けるだけでなく、ヒトから動物への感染（ヒト由来感染症）による動物への被害という問題もあるため不適切ではないかということも指摘されている。特にヒト由来の抗生物質耐性菌による動物への被害を問題視する意見もある。

## 感染しやすい人
獣医師は常に人獣共通感染症にさらされており、咬傷や切り傷などに対する慣れによる危険性の欠如から継続的な危険への教育を行うべきだという指摘も行われている。
感染症によって異なるが、動物と接触しやすい職業や、それらを素材として扱う食肉工場や羊毛工場の従業員などに見られる。

## 伝播様式による分類
1. ダイレクトズーノーシス（direct zoonosis）
同種の脊椎動物間で伝播が成立し、感染動物から直接あるいは媒介動物を介して機械的に感染する。
Anthropozoonoses - 動物からヒトへと伝播する人獣共通感染症
Zooanthroponoses - ヒトから動物へと伝播する人獣共通感染症
Amphixenoses - ヒトと動物の双方に伝播する人獣共通感染症
狂犬病、炭疽、ペスト、オウム病、腎症候性出血熱、結核、腸管出血性大腸菌感染症、細菌性赤痢、アメーバ赤痢、旋毛虫（トリヒナ）症、ブルセラ症、カンジダ症、サルモネラ症、カンピロバクター症、ブドウ球菌症など
2. サイクロズーノーシス（cyclo-zoonosis）
病原体の感染環の成立のために複数の脊椎動物を必要とする。この型には寄生虫によるものが多い。
アニサキス症、包虫（エキノコックス）症、有鉤条虫症、無鉤条虫症など
3. メタズーノーシス（meta-zoonosis）
脊椎動物、無脊椎動物間で感染環が成立するもの。
アルボウイルス感染症（黄熱、デング熱、ウエストナイル熱、日本脳炎、SFTS、クリミア・コンゴ出血熱、リフトバレー熱など）、発疹熱、マラリア、日本住血吸虫症、肝吸虫症、リーシュマニア症など
4. サプロズーノーシス（sapro-zoonosis）
病原体が発育・増殖の場として、有機物・植物・土壌などの動物以外の環境を必要とするもの。
トキソカラ症、アスペルギルス症、ボツリヌス症、ウェルシュ菌食中毒、クリプトコッカス症など
5. 混合型
上記4型が組み合わされたもの。
肝蛭症、ダニ麻痺症など

## 主な人獣共通感染症
1. 細菌性人獣共通感染症
炭疽 ― ペスト ― 結核 ― 仮性結核 ― パスツレラ症 ― サルモネラ症 ― リステリア症 ― カンピロバクター症 ― レプトスピラ病 ― ライム病 ― 豚丹毒 ― 腸管出血性大腸菌感染症 ― 細菌性赤痢 ― エルシニア・エンテロコリティカ感染症 ― 野兎病 ― 鼠咬症 ― ブルセラ症 ―等
2. ウイルス性人獣共通感染症
インフルエンザ ― SARS ― MERS ― COVID-19 ― 狂犬病 ― エボラ出血熱 ― マールブルグ熱 ― ラッサ熱 ― 南米出血熱 ― クリミア・コンゴ出血熱 ― SFTS ― リフトバレー熱 ― Bウイルス感染症 ― ニューカッスル病 ― 黄熱 ― デング熱 ― ウエストナイル熱 ― 日本脳炎 ― ダニ媒介性脳炎 ― 腎症候性出血熱 ―ハンタウイルス肺症候群 ― エムポックス  ―等
3. リケッチア・コクシエラ・バルトネラ性人獣共通感染症
Q熱 ― ツツガムシ病 ― 猫ひっかき病 ―等
4. クラミジア性人獣共通感染症
オウム病　―等
5. 原虫性人獣共通感染症
マラリア ― 睡眠病 ― シャーガス病 ― リーシュマニア症 ― アメーバ赤痢 ― クリプトスポリジウム感染症 ―等
6. 人獣共通寄生虫症
エキノコックス症 ― 日本住血吸虫症 ― 肺吸虫症 ― 旋毛虫症 ― 肝吸虫症 ― 肝蛭症 ― アニサキス症 ―等
7. 真菌性人獣共通感染症
クリプトコックス症 ― カンジダ症 ― アスペルギルス症 ― 皮膚真菌症 ― 等
8. プリオン病 
変異型クロイツフェルト・ヤコブ病

## その他
利点
牛痘は牛を扱う人間に感染しやすく、感染した際には軽症で、天然痘に対する耐性を得ることが知られている。

### 動物由来感染症
- Robovirus（英語版） - げっ歯類媒介性人獣共通感染症ウイルスの総称。
- 節足動物媒介感染症（英語版）、昆虫媒介感染症の一覧（英語版）(蚊媒介感染症（英語版）/ダニ媒介感染症（英語版）)